# Arena Svendborg
Arena Svendborg er en sportshal i Svendborg. Den har plads til 4.500 tilskuere, hvoraf 3.500 kan sidde ned, og er hjemmebane for håndboldklubben GOG (siden 8. februar 2025) og basketballklubben Svendborg Rabbits.
Udover sport bruges halles også til gymnastik, koncerter, konferencer og udstillinger. Hallen har kostet 82 mio. kroner at opføre, mens Svendborg Kommune bidrager med 3 mio. årligt.